# Личківська сільська територіальна громада
Личківська сільська громада — територіальна громада України, в Самарівському районі Дніпропетровської області. Адміністративний центр — село Личкове.
Площа громади — 298,4 км², населення — 5289 мешканців (2018).
Утворена 27 жовтня 2017 року шляхом об'єднання Бузівської, Личківської та Приорільської сільських рад Магдалинівського району.
19 липня 2020 року, в результаті адміністративно-територіальної реформи та ліквідації Магдалинівського району, колишня територія громади повністю увійшла до складу Самарівського району.

## Населені пункти
До складу громади входять 1 селище (Приорільське) і 7 сіл: Бузівка, Великокозирщина, Гавришівка, Зоряне, Йосипівка, Ковпаківка та Личкове.